# Polypedilum laetum
Polypedilum laetum är en tvåvingeart som först beskrevs av Johann Wilhelm Meigen 1818.  Polypedilum laetum ingår i släktet Polypedilum och familjen fjädermyggor. Arten är reproducerande i Sverige. Inga underarter finns listade i Catalogue of Life.